# 樺太鉄道
樺太鉄道株式会社（からふとてつどうかぶしきがいしゃ、旧字体：樺太鐵道󠄁株式會社󠄁）は、大正から昭和初期にかけて存在した日本の鉄道事業者である。樺太栄浜郡落合町大字落合に本社を置き、樺太庁鉄道東海岸線の落合駅から敷香駅までを結ぶ鉄道路線（樺太鉄道会社線）を運営していた。略称は「樺鉄」。

## 概要
当時の樺太で地方鉄道法による営業免許を受けた3社のうちのひとつで、樺太地方鉄道補助法に基づき開発上の観点から樺太庁によって補助金が交付されていた。樺太庁鉄道東海岸線の落合駅を起点として東海岸を北上、知取町を経由して敷香町に至る全長245.5キロメートルの鉄道路線を建設し、1941年（昭和16年）に樺太庁が買収するまで存続した。
当初は王子製紙と富士製紙の共同出資によって設立されたが、王子製紙・富士製紙・樺太工業の3社合併により王子製紙の直系企業となった。初代取締役会長の奥平昌恭をはじめ役員の多くが東京市に住んでいたため、連絡上の都合で東京市麹町区に東京出張所を設けていた。

## 沿革

### 樺太東海岸の開発と製紙業
1905年（明治38年）に樺太が日本の統治下となって以来、東海岸の交通機関は海運に依存していたが、良港に乏しいことや冬季の海面凍結によって運航上の問題を抱えていた。陸上交通は日本の領有以来未開のまま放置されており、軍用道路が開鑿された他に鉄道はなかった。

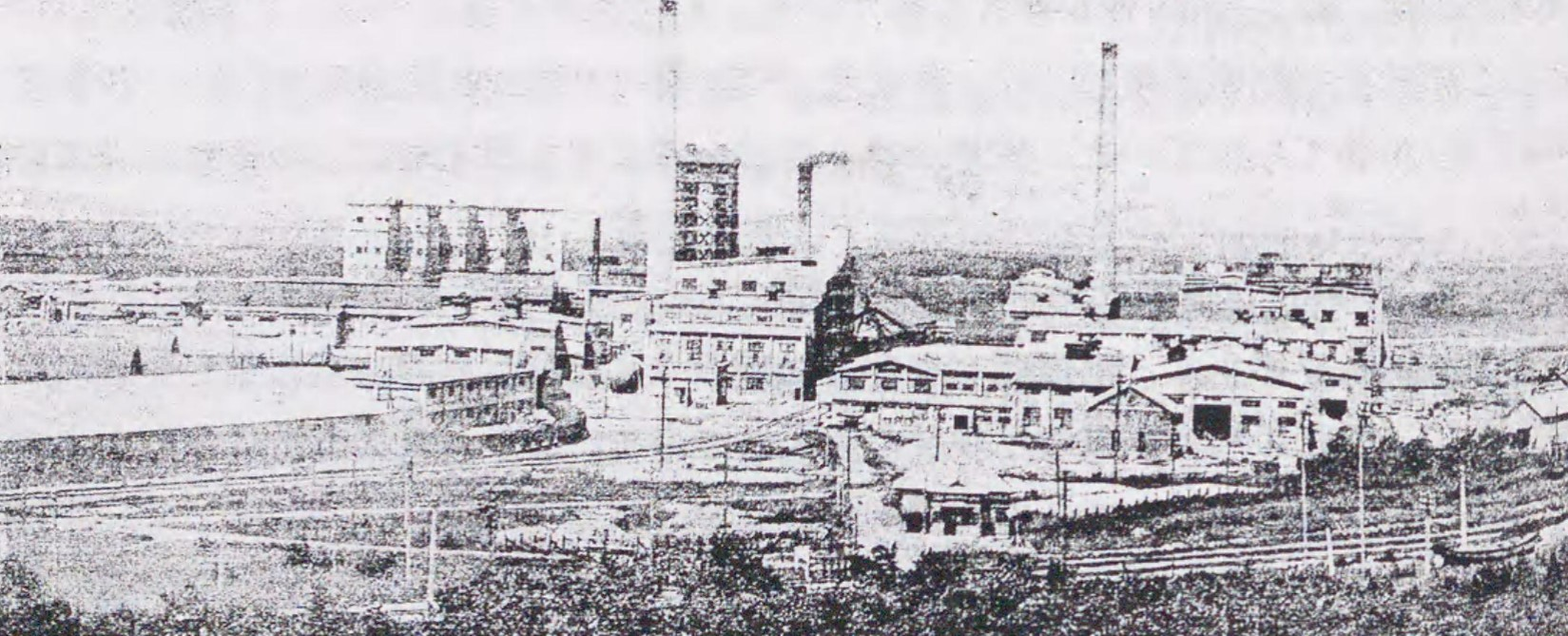
日本化学紙料落合工場（画像は富士製紙時代のもの）

大正に入ると樺太ではパルプの生産が始まり、亜庭湾や西海岸を中心に三井紙料工場（後の王子製紙大泊工場）や樺太工業泊居工場（後の王子製紙泊居工場）が建設されたが、東海岸はパルプの生産拠点が置かれていなかった。そこで、実業家の小池国三は樺太農産興業社長の塚越卯太郎と検討した上、パルプ工場建設予定地を落合・知取・敷香の三か所に決定し、日本化学紙料を設立した。1917年（大正6年）4月には先行して落合工場が操業を開始し、大戦景気による需要拡大で知取と敷香にも工場を設置する動きが活発化した。一方、1919年（大正8年）末頃から隣国であるロシアとの関係が悪化し、翌年には尼港事件が発生するなど、北方の警備を固める必要が生じた。このため軍部は鉄道を敷設する必要を迫られたが、樺太庁は財政に限りがあり敷設は困難であったため、当時の軍は民間企業によって北方への鉄道を建設させたいという思惑があったとされている。

### 鉄道建設の機運の高まり
日本化学紙料による知取・敷香の両工場建設は森林収入が増える影響で樺太庁側も建設に前向きだったが、1920年（大正9年）の戦後恐慌のあおりを受け新工場建設計画には暗雲が垂れ込めた。そこで日本化学紙料は樺太庁に対し「鉄道がないので工場を設けるわけにはいかぬ、鉄道さえあれば自分の方でも工場を建てよう」と持ち出した。樺太庁は財政難のため、建設後10か月は年8パーセントの補助金を交付するという提案（後の樺太地方鉄道補助法）を行い、日本化学紙料はこれを受け入れた。しかし、日本化学紙料1社のみで事業を行うことは不可能であったため、王子製紙および樺太工業にも協力を求めた。この2社は東海岸と無関係に等しかったが、将来的な森林資源の利用を見越して日本化学紙料の申し入れに応じた。
株式の割り振りは日本化学紙料が55パーセント、残り45パーセントを王子製紙・樺太工業の2社などで持つことになったが、日本化学紙料は1920年（大正11年）6月1日に富士製紙に合併されたため、代わりに富士製紙が経営に参画することになった。また、樺太工業は1921年（大正10年）に同社の泊居工場と真岡工場が立て続けに火災に遭ったため、鉄道への出資を辞退した。

### 会社設立
1923年（大正12年）3月、以下の創立趣意書を関係各所に配布し、計画に対する賛同を募った。
創立趣意書配布後の同年4月1日には創立総会が開かれ、樺太鉄道株式会社が成立した。登記上の設立日は4月10日。設立当初の取締役および監査役は以下の通り。小池・飯田の肩書は1921年（大正10年）の人事興信録第6版に、それ以外は1928年（昭和8年）の人事興信録第8版に基づく。なお、肩書の太字は製紙業関連企業を示している。
| 役職       | 氏名         | 氏名 | 住所                                      | 肩書（1921年）                                                                |
| ---------- | ------------ | ---- | ----------------------------------------- | ----------------------------------------------------------------------------- |
| 取締役会長 | 奥平昌恭     |      | 東京市芝区高輪南町53番地                  | - 伯爵 - 貴族院議員 - 朝鮮銀行監事                                            |
| 取締役     | 大川平三郎   |      | 東京市本所区向島小梅町116番地             | - 貴族院議員 - 富士製紙取締役社長 - 樺太工業取締役社長 - 朝鮮鉄道取締役社長   |
| 取締役     | 藤原銀次郎   |      | 東京市麻布区新網町二丁目16番地            | - 王子製紙専務取締役社長 - 南樺鉄道取締役社長 - 苫小牧軽便鉄道取締役社長      |
| 取締役     | 穴水要七     |      | 東京市麻布区永坂町60番地                  | - 衆議院議員 - 富士製紙専務取締役 - 北海道電燈取締役社長 - 士別軌道取締役社長 |
| 取締役     | 小池国三     |      | 東京市牛込区市谷仲之町5番地               | - 富士製紙監査役 - 日本化学紙料取締役社長 - 東京株式取引所理事                |
| 取締役     | 田中栄八郎   |      | 東京市本郷区根津宮永町36番地              | - 大日本人造肥料取締役社長 - 中央製紙取締役副社長 - 樺太工業専務取締役        |
| 取締役     | 高橋貞三郎   |      | 東京市麻布区一本松町20番地                | - 富士製紙常務取締役 - 静岡電力取締役 - 日本加工製紙取締役                    |
| 取締役     | 小笠原菊次郎 |      | 東京府豊多摩郡中野町大字中野619番地       | - 王子製紙常務取締役 - 日本フエルト取締役 - 南樺鉄道取締役                    |
| 取締役     | 田中治朗     |      | 東京府豊多摩郡戸塚町大字戸塚156番地       | - 王子製紙取締役 - 南樺鉄道取締役 - 函館水電監査役                            |
| 取締役     | 桜井久我治   |      | 樺太大泊郡大泊町大字大泊字王子南70番地    | - 王子製紙樺太分社主事 - 王子製紙樺太分社庶務部長 - 南樺鉄道取締役            |
| 取締役     | 光沢義男     |      | 樺太豊原郡豊原町大字北豊原字北二線東8番地 | - 南樺鉄道取締役 - 王子製紙樺太分社豊原工場長                                 |
| 監査役     | 高嶋菊次郎   |      | 東京市麹町区下六番町14番地                | - 王子製紙常務取締役 - 函館水電取締役 - 苫小牧軽便鉄道取締役                  |
| 監査役     | 栖原啓蔵     |      | 東京市麹町区一番町19番地                  | - 富士製紙常務取締役 - 北海道電燈取締役 - 秋田電力取締役                      |
| 監査役     | 飯田邦彦     |      | 東京市麻布区新龍土町12番地                | - 樺太産業取締役 - 東洋塩業取締役 - 南満鉱業取締役                            |
| 監査役     | 中村金太郎   |      | 東京市京橋区築地一丁目7番地               | - 富士製紙金庫部長                                                            |

多くの製紙企業から役員が選ばれており、創立関係やその他重要な事務処理には主に王子製紙代表の田中治朗が業務を行った。また、一般事務には元日本化学紙料社員で後に取締役となる杉浦謹次郎が事務係と共にあたった。
当初の本店は豊原郡豊原町大字北豊原字北二線東8番、事務所は東京市京橋区銀座四丁目の富士製紙ビル3階山林部にあり、事務作業は山林部長である石上林二郎の脇に机を並べて行っていた。1923年（大正12年）8月末には株券の印刷を終え発送に取り掛かっていたが、同年9月1日に発生した関東大震災によって翌日には火災で全焼してしまい、株券が届いていない株主もいたことから新たに株券を作ることになった。
鉄道の経営に関しては富士製紙および樺太工業の大川平三郎と王子製紙の藤原銀次郎の方針の違いが現れた。大川は付帯事業として炭鉱や港湾事業を行うことに積極的で、これを定款に盛り込もうとしていたが、一方で藤原は「そうして利益を上げればいいようだが、本来の鉄道事業に十分の資金が回らぬようなことになれば、満足な経営はできず、その上、他の事業も中途半端のことになっては虻蜂取らずになる恐れがある」と慎重論を述べ、杉浦謹次郎もこれに同感していた。

### 鉄道の敷設
会社設立に先立ち、発起人一同によって1921年（大正10年）12月26日には内閣総理大臣に対し鉄道敷設免許の認可申請書を提出し、翌年3月6日には免許を取得した。鉄道免許を受け発起人一同は会社設立の準備に取り掛かっていたが、当時の財政界の不況によって資金の調達が上手くいかず、設立は1923年（大正12年）4月へとずれ込んだ。会社設立後の4月10日、樺太庁長官へ地方鉄道補助法に関する申請を行い、4月14日には許可が下りた。以下は設立当時の企業計画である。
| 工区    | 起点   | 終点   | 開業日                     |
| ------- | ------ | ------ | -------------------------- |
| 第1工区 | 落合   | 相浜   | 1927年（昭和2年） 11月20日 |
| 第2工区 | 相浜   | 近幌   | 1927年（昭和2年） 11月20日 |
| 第3工区 | 近幌   | 元泊   | 1927年（昭和2年） 11月20日 |
| 第4工区 | 元泊   | 知取   | 1927年（昭和2年） 11月20日 |
| 第5工区 | 知取   | 南新問 | 1930年（昭和5年） 11月3日  |
| 第6工区 | 南新問 | 敷香   | 1936年（昭和11年） 8月30日 |

会社設立当初、起点を樺太庁鉄道栄浜駅とし、敷香村へ至る全長144.5マイル（約232.55キロメートル）の鉄道を敷設する計画として免許を取得していた。しかし、栄浜から北上すると内淵川の河口の影響で大きく迂回する必要があることや、落合には富士製紙の工場が立地することを踏まえ、起点を落合駅とする方針を決めた。これに対し栄浜村は反発し拓殖局への陳情を行ったが、「栄浜と落合は別個の町村だから、長官の権限で裁定することは出来ない」との理由で内閣まで話はもつれ込み、結果的に落合から相浜を第1工区として施工する命令が出された。これにより、1925年（大正14年）2月27日に落合・相浜間に予定を変更する免許申請を行い、同年5月10日に交付された。
同年2月12日には元泊・知取間、2月27日には相浜・近幌間の起工認可申請書を樺太庁長官宛てに提出し、同年6月16日には相浜・知取間の認可指令が下された。落合・相浜間についても同年6月25日に認可の指令を受け、第1期工事である落合・知取間全工程の認可を樺太庁から得た上で工事着工の準備に取り掛かった。敷設予定線の調査には、元鉄道省で富士製紙の技師だった青山与一が仕事にあたり、建設では鉄道省北海道建設事務所長の筒井弥一と部下15名、ほか外部から約35人を雇った。レールは45ポンドと60ポンドを併用し、軌間は狭軌（1067ミリメートル）とした。土木関係では第1期工事として落合・知取間を4工区に分け、うち第1工区は遠藤組に、第2工区から第4工区を大倉組が落札し、1925年（大正14年）10月1日に工事を開始した。

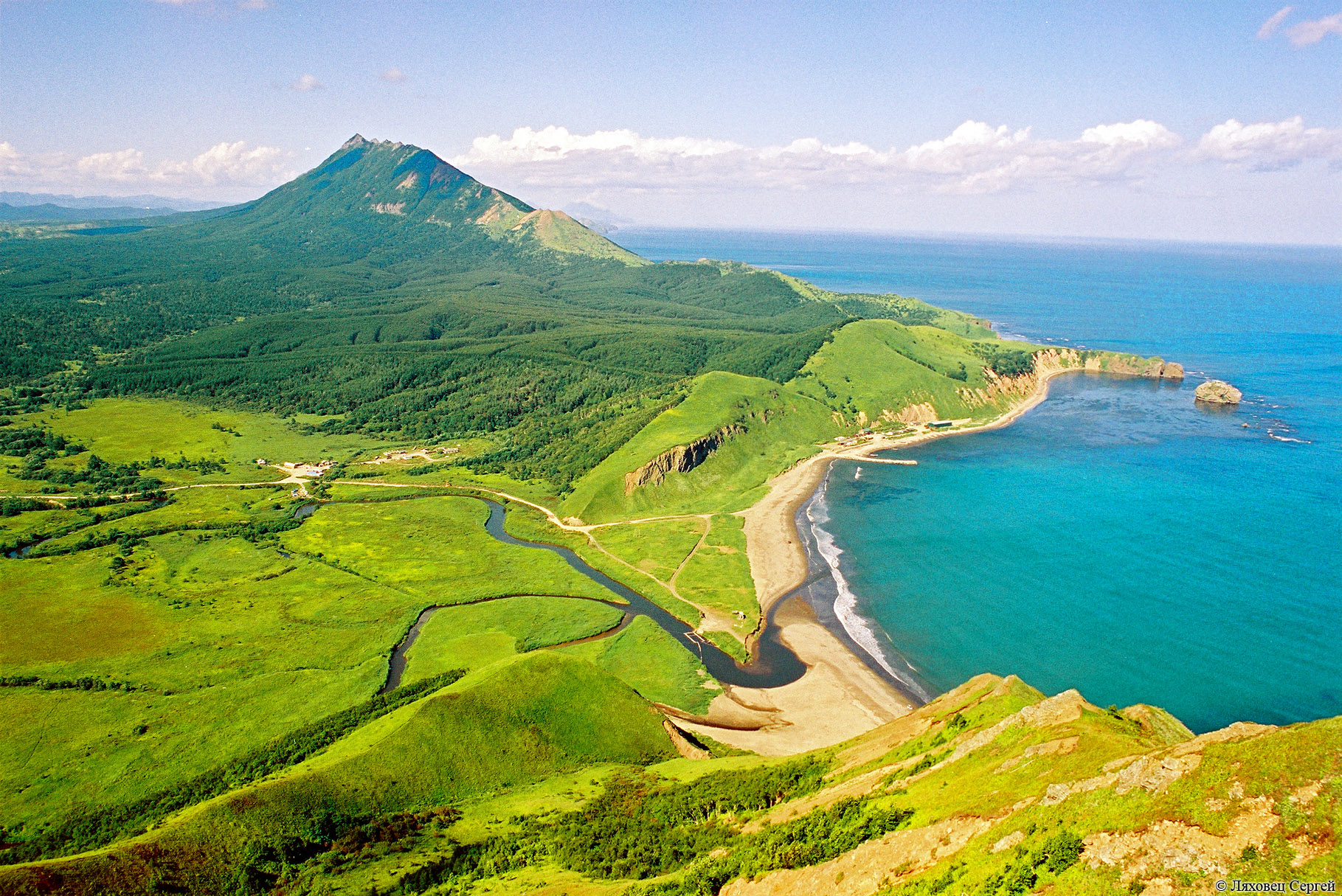
突岨山と海岸線。写真左奥の内陸側に鉄道が敷設された。

第3工区の近幌・元泊間は難工事となり、海岸に突岨山が大きく突き出す地形のため、鉄道敷設にあたっては海沿いを避け迂回した。また、第4工区の樫保では、建設した護岸が波によって浚われるトラブルなどもあった。そのような中でも工事は急ピッチで進められ、当初より1年分期間を短縮して完成を急いだ結果、1927年（昭和2年）10月に落合・知取間が完成し、同年11月20日から営業を開始した。
知取・敷香間については着工が遅れ、鉄道との利害関係がないことから開業を引き延ばそうとする王子製紙側と開業を急ぐ富士製紙側とで対立したものの、残りの約75キロメートルのうち知取・南新問間（第5工区）を原木輸送のため先行して建設することになった。1929年（昭和4年）3月に第5工区は工事に着手し、翌年11月3日に延伸開業した。最後の区間である第6工区の南新問・敷香間については世界恐慌などの影響を受け工事が一時中断されたものの、樺太の開拓において重要な幹線であることを鑑みて1934年（昭和9年）11月に着工、1936年（昭和11年）8月30日に全線が開通した。この間に王子製紙・富士製紙・樺太工業の3社は合併しいわゆる「大王子製紙」となっている。1932年（昭和7年）には敷香に王子製紙系の日本人絹パルプが設立されており、第6工区の開通式は同社の敷香工場にて行われた。

### 開業後の状況
1927年（昭和2年）の開業以降、貨客取扱および収入は概ね増加の傾向にあったものの、1930年（昭和5年）から始まった昭和恐慌の影響により、1933年（昭和8年）までは減収の一途を辿った。翌年以降は業績が回復し、1936年（昭和11年）8月30日の全線開業に伴って貨車収入は開業当時の5倍以上に増加していた。
1936年（昭和11年）7月27日から8月26日にかけて、樺太の鉄道として初めて夜行列車が運転された。これは樺太庁始政三十回記念樺太拓殖共進会の開催に合わせて運行されたもので、落合・南新問間を1日1往復運転した。同年8月30日には南新問・敷香間が開業したことに伴い、新たに以下の列車が運行を開始した。旅客列車の運行には新たに購入したガソリン動車が充てられた。
- 南新問・敷香間：2往復（混合列車）
- 知取・敷香間：2往復（旅客列車）
- 内路・敷香間：2往復（旅客列車）

同年10月には樺太全土を襲った台風の被害により運休が生じ、10月10日に知取・柵丹間の一部を自動車代行として軌条移設工事が行われた。全線が復旧したのは同年12月初旬となったが、乗車人員は前年同期と比較し4.7%の減少を示した。

### 樺太庁による買収
樺太鉄道の買収は帝国議会でもたびたび議論されており、1939年（昭和14年）には当時の樺太庁長官であった棟居俊一が樺太の三大事業のうちの一つとして掲げていた。樺太鉄道は国防上重要な鉄道のため当時の拓務省は買収価格を2,000万円と試算していた。同年6月26日には軍用資源秘密保護法の規定で輸送能力に関する情報が軍用資源秘密となり、翌年には第75回帝国議会にて「樺太鉄道株式会社所属鉄道買収ノ為公債発行ニ関スル法律案」が提出された。提案理由の答弁にて大蔵政務次官であった木村正義は、樺太鉄道が拓殖や国防において重要な路線であること、国有鉄道の運輸系統および連絡整備に必要であること等を述べた。同年3月24日には貴族院にて法案が可決され、4月2日に「樺太鉄道株式会社所属鉄道買収ノ為公債発行ニ関スル法律」（昭和15年法律第85号）が公布となった。
樺太鉄道は1941年（昭和16年）3月31日付で買収され、同日より樺太庁鉄道東海岸線として営業を開始した。当時の樺太庁は八幡製鉄所で利用される粘結炭の輸入停止と鉄増産に伴う石炭使用量の増加により、西海岸にある炭鉱の開発増産に迫られていたものの、予算に余裕はなかった。そこで樺太庁は樺太鉄道の買収と引き換えに、買収で得た資金での鉄道会社設立と西海岸の鉄道敷設を付帯条件とした。これにより、樺太鉄道の経営陣は恵須取鉄道株式会社を設立することになった。

## 鉄道路線

### 駅一覧
- 全駅が樺太に所在[48]。

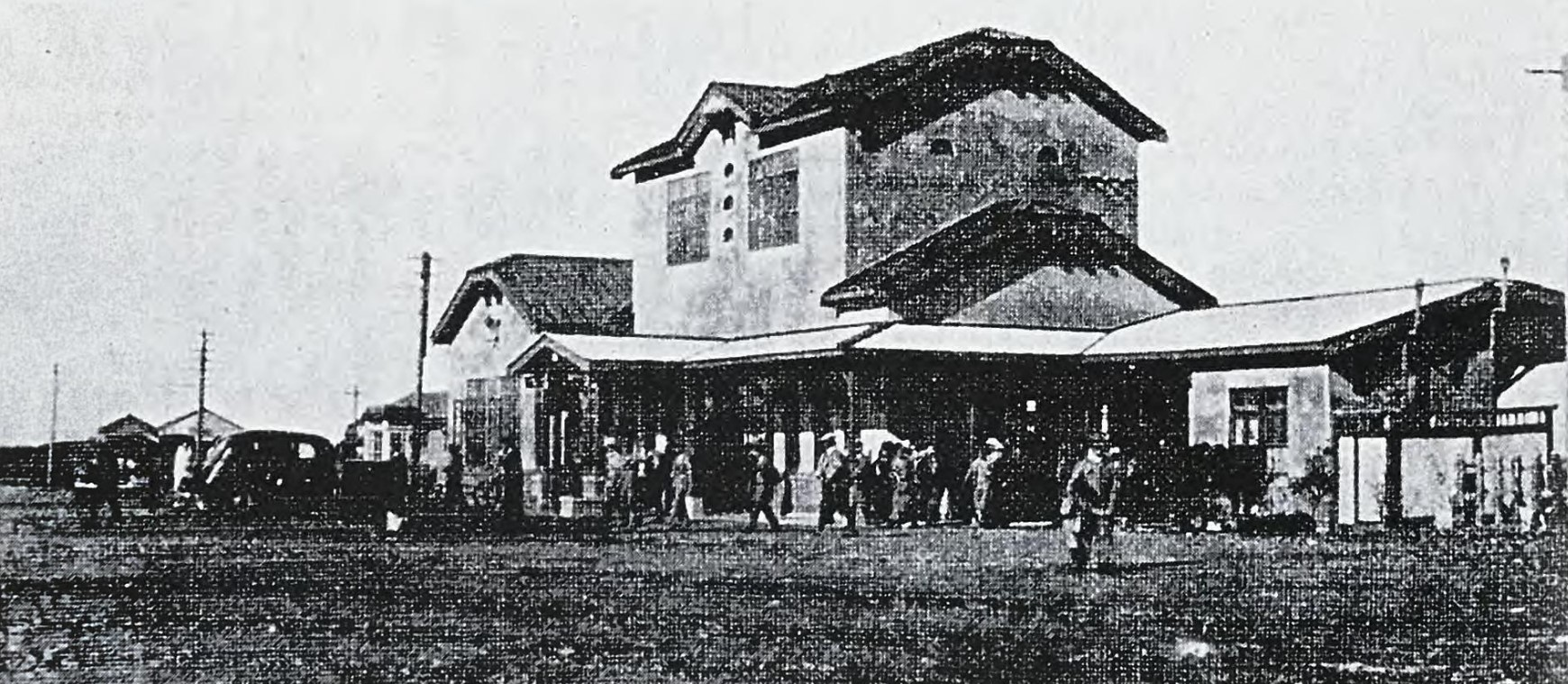
敷香駅

- 路線データは1937年（昭和12年）10月1日現在[48]。

| 駅名       | 駅間 キロ | 営業 キロ | 貨物 キロ | 接続路線             | 所在地 | 所在地 |
| ---------- | --------- | --------- | --------- | -------------------- | ------ | ------ |
| 落合駅     | -         | 0.0       | 0.0       | 樺太庁鉄道：東海岸線 | 栄浜郡 | 落合町 |
| 新栄浜駅   | 9.1       | 9.1       | -         |                      | 栄浜郡 | 栄浜村 |
| 北白鳥湖駅 | 7.0       | 16.1      | -         |                      | 栄浜郡 | 栄浜村 |
| 相浜駅     | 6.6       | 22.7      | 46.0      |                      | 栄浜郡 | 栄浜村 |
| 富浜駅     | 4.2       | 26.9      | -         |                      | 栄浜郡 | 栄浜村 |
| 白浜駅     | 3.1       | 30.0      | 60.0      |                      | 栄浜郡 | 栄浜村 |
| 小田寒駅   | 12.1      | 42.1      | 85.0      |                      | 栄浜郡 | 栄浜村 |
| 真苫駅     | 5.4       | -         | -         |                      | 栄浜郡 | 白縫村 |
| 保呂駅     | 6.5       | 54.0      | 108.0     |                      | 栄浜郡 | 白縫村 |
| 北辺計礼駅 | 5.5       | 59.5      | -         |                      | 栄浜郡 | 白縫村 |
| 白浦駅     | 5.0       | 64.5      | 129.0     |                      | 栄浜郡 | 白縫村 |
| 真縫駅     | 9.8       | 74.3      | 149.0     |                      | 栄浜郡 | 白縫村 |
| 近幌駅     | 15.1      | 89.4      | 179.0     |                      | 元泊郡 | 帆寄村 |
| 白石沢駅   | 18.2      | 107.6     | 216.0     |                      | 元泊郡 | 帆寄村 |
| 帆寄駅     | 4.5       | 112.1     | -         |                      | 元泊郡 | 帆寄村 |
| 馬群潭駅   | 2.4       | 114.5     | 229.0     |                      | 元泊郡 | 帆寄村 |
| 元泊駅     | 15.1      | 129.6     | 260.0     |                      | 元泊郡 | 元泊村 |
| 樫保駅     | 10.4      | 140.0     | 280.0     |                      | 元泊郡 | 元泊村 |
| 樫保温泉駅 | 1.7       | 141.7     | -         |                      | 元泊郡 | 元泊村 |
| 北樫保駅   | 2.7       | 144.4     | -         |                      | 元泊郡 | 元泊村 |
| 幌内保駅   | 2.8       | 147.2     | -         |                      | 元泊郡 | 元泊村 |
| 東礼文駅   | 7.7       | 154.9     | 310.0     |                      | 元泊郡 | 知取町 |
| 北辰駅     | 10.0      | 164.9     | 330.0     |                      | 元泊郡 | 知取町 |
| 知取駅     | 5.6       | 170.5     | 341.0     |                      | 元泊郡 | 知取町 |
| 柵丹駅     | 12.4      | 182.9     | -         |                      | 元泊郡 | 知取町 |
| 大鵜取駅   | 9.4       | 192.3     | -         |                      | 元泊郡 | 知取町 |
| 茂受駅     | 5.2       | 197.5     | -         |                      | 敷香郡 | 泊岸村 |
| 南新問駅   | 5.0       | 202.5     | 405.0     |                      | 敷香郡 | 泊岸村 |
| 新問駅     | 1.2       | 203.7     | -         |                      | 敷香郡 | 泊岸村 |
| 泊岸駅     | 11.3      | 215.0     | 430.0     |                      | 敷香郡 | 泊岸村 |
| 内路駅     | 12.6      | 227.6     | 456.0     |                      | 敷香郡 | 内路村 |
| 敷香駅     | 17.9      | 245.5     | 491.0     |                      | 敷香郡 | 敷香町 |

## 輸送・収支実績

### 運輸成績
| 年度 | 旅客人員（人） | 旅客人員（人） | 旅客人員（人） | 手小荷物（キロ） | 手小荷物（キロ） | 貨物量（トン） | 貨物量（トン） | 出典   |
| 年度 | 総数           | （二等）       | （三等）       | （発送）         | （到着）         | （発送）       | （到着）       | 出典   |
| ---- | -------------- | -------------- | -------------- | ---------------- | ---------------- | -------------- | -------------- | ------ |
| 1928 | 267,518        | -              | -              | 364,155          | 364,155          | 54,396         | 54,396         | [ 49 ] |
| 1929 | 310,803        | -              | -              | 572,502          | 572,502          | 176,920        | 176,920        | [ 50 ] |
| 1930 | 249,296        | 2,967          | 246,329        | 470,000          | 470,000          | 214,660        | 241,660        | [ 51 ] |
| 1931 | 208,413        | 1,148          | 207,265        | 174,000          | 370,000          | 169,363        | 162,269        | [ 52 ] |
| 1932 | 204,252        | 859            | 203,393        | 164,000          | 367,000          | 223,015        | 221,796        | [ 53 ] |
| 1933 | 204,389        | 815            | 203,574        | 165,000          | 312,000          | 227,236        | 219,386        | [ 54 ] |
| 1934 | 224,197        | 1,044          | 223,153        | 178,000          | 337,000          | 279,182        | 245,684        | [ 55 ] |
| 1935 | 263,047        | 1,315          | 261,732        | 550,000          | 550,000          | 333,617        | 333,617        | [ 56 ] |
| 1936 | 228,084        | 1,287          | 226,797        | 578,000          | 578,000          | 366,418        | 366,418        | [ 57 ] |
| 1937 | 281,319        | 1,389          | 279,930        | 832,403          | 832,403          | 460,193        | 460,193        | [ 58 ] |

### 運輸収支
| 年度 | 客車収入（円） | 客車収入（円） | 客車収入（円） | 客車収入（円） | 客車収入（円） | 貨車収入（円） | 貨車収入（円） | 貨車収入（円） | 雑収入    | 出典   |
| 年度 | 総額           | 旅客運賃       | 郵便料         | 手荷物運賃     | 小荷物運賃     | 総額           | 小口扱運賃     | 貸切扱運賃     | 雑収入    | 出典   |
| ---- | -------------- | -------------- | -------------- | -------------- | -------------- | -------------- | -------------- | -------------- | --------- | ------ |
| 1928 | 437,497.31     | 420,090.69     | 8,109.00       | 9,297.62       | 9,297.62       | 156,432.26     | -              | -              | 10,078.99 | [ 49 ] |
| 1929 | 506,288        | 481,570        | 9,897          | 14,821         | 14,821         | 345,219        | -              | -              | 22,991    | [ 50 ] |
| 1930 | 391,819        | 369,572        | 9,954          | 4,423          | 7,869          | 439,582        | 67,808         | 371,774        | 47,569    | [ 59 ] |
| 1931 | 354,040        | 332,777        | 10,048         | 4,025          | 7,190          | 351,243        | 75,985         | 275,258        | 32,733    | [ 52 ] |
| 1932 | 349,374        | 326,464        | 11,592         | 4,119          | 7,199          | 524,996        | 82,569         | 442,427        | 34,164    | [ 60 ] |
| 1933 | 352,618        | 329,849        | 11,343         | 3,730          | 7,696          | 526,445        | 86,659         | 439,786        | 33,299    | [ 61 ] |
| 1934 | 412,958        | 387,064        | 12,121         | 4,287          | 9,485          | 787,108        | 94,418         | 690,689        | 36,838    | [ 62 ] |
| 1935 | 452,112        | 421,903        | 13,952         | 4,947          | 11,310         | 944,130        | 106,456        | 837,674        | 42,806    | [ 56 ] |
| 1936 | 412,834        | 382,067        | 15,022         | 4,776          | 10,969         | 938,406        | 101,611        | 836,795        | 48,822    | [ 57 ] |
| 1937 | 510,841        | 471,200        | 18,629         | 6,026          | 14,986         | 1,208,230      | 140,777        | 1,067,452      | 60,484    | [ 58 ] |

### 営業収支
| 年度 | 収入（円） | 収入（円） | 収入（円） | 収入（円） | 支出（円） | 支出（円）   | 支出（円）   | 支出（円）       | 支出（円） | 損益     | 出典   |
| 年度 | 総額       | 客車収入   | 貨車収入   | 雑収入     | 総額       | 俸給及事務費 | 運輸及運転費 | 保存及車輛修繕費 | その他経費 | 損益     | 出典   |
| ---- | ---------- | ---------- | ---------- | ---------- | ---------- | ------------ | ------------ | ---------------- | ---------- | -------- | ------ |
| 1935 | 1,439,048  | 452,112    | 944,130    | 42,806     | 1,675,372  | 96,118       | 778,821      | 597,192          | 203,241    | ▲236,324 | [ 63 ] |
| 1936 | 1,424,921  | 412,834    | 938,406    | 73,682     | 1,539,266  | 57,463       | 800,808      | 520,728          | 160,267    | ▲114,344 | [ 64 ] |
| 1937 | 1,797,215  | 510,841    | 1,208,230  | 78,144     | 1,919,742  | 92,087       | 985,182      | 649,249          | 193,224    | ▲122,527 | [ 65 ] |

## 車両

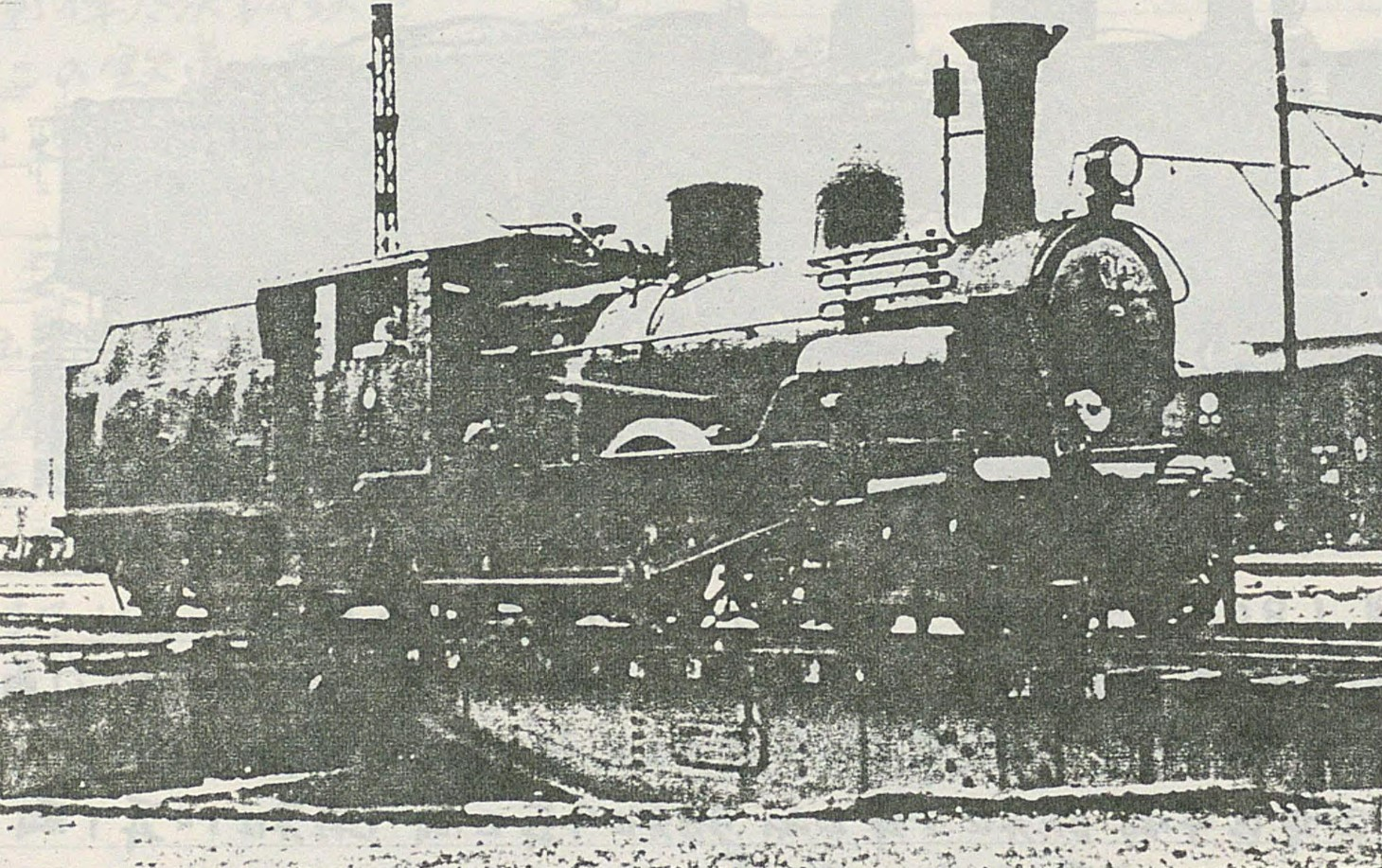
樺太鉄道40形蒸気機関車

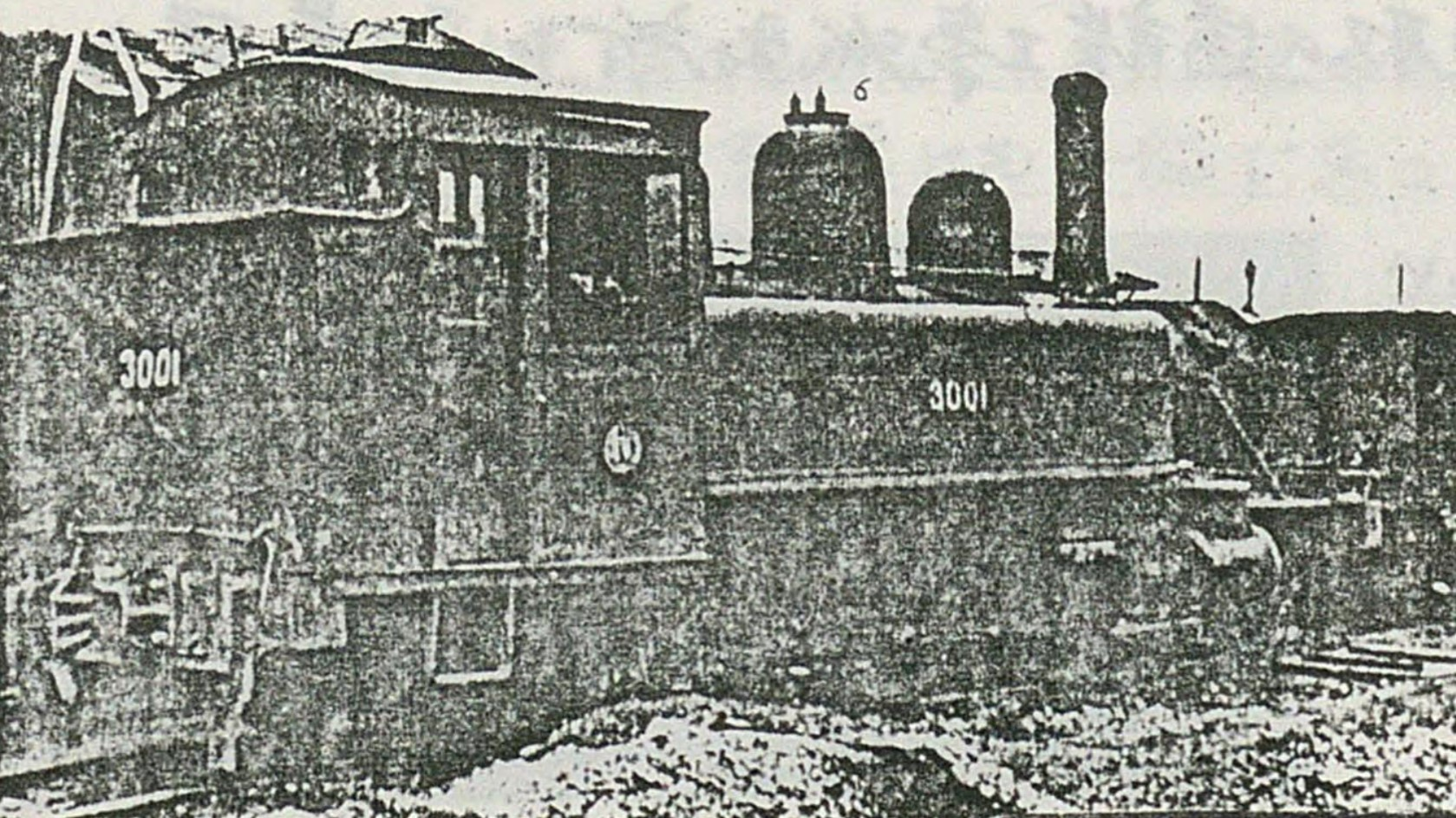
樺太鉄道3000形蒸気機関車（3001）

樺太鉄道では以下の車両を所有していた。

### 蒸気機関車
- 40形（40 - 46）
  - 2B型テンダー式蒸気機関車。7両が在籍していた[66]。
  - 41・43は敷香に、40・44・45・46は知取に配置[66]。
  - 1926年（大正15年）、鉄道敷設工事に使用すべく急遽購入した[66]。
  - 寒冷地向きではないため故障が多く、入換機関車および臨時列車に使用された[66]。
- 60形（60 - 74）
  - 1C型テンダー式蒸気機関車。15両が在籍していた[66]。
  - 樺太の特殊なツンドラ地質の上を走行させるため、樺太鉄道が設計依頼の上製作された[66]。
  - 1927年（昭和2年）から1935年（昭和10年）にかけて15両が造られた[67]。
- 80形（80 - 89）
  - ID型テンダー式蒸気機関車。9両が在籍していた[67]。
  - 真縫の山岳を通過するため、勾配に適した機関車を汽車製造へ発注し購入した[67]。
  - 1927年（昭和2年）から1935年（昭和10年）にかけて9両が造られ、全車が元泊に配置された[67]。
- 3000形（3000 - 3002）
  - C1タンク式蒸気機関車。3両が在籍していた[68]。
  - 北海道官設鉄道がアメリカ合衆国のボールドウィン・ロコモティブ・ワークスから購入し、樺太庁が1910年（明治43年）に譲り受け、1926年（大正15年）さらに樺太鉄道に譲渡したもの[68]。
  - 鉄道敷設工事および駅構内の入換機関車として使用された[68]。
- ガソリン動車（番号不明）
  - 樺太鉄道の全線開業に伴って知取・敷香間および内路・敷香間の旅客列車として運行された[40]。

### 客車
開業時には、鉄道省から払い下げられた2軸三等客車8両、2軸三等緩急車2両と、自社で購入した木造大型ボギー二三等合造客車5両、木造大型ボギー三等客車9両の、合計24両が用意された。1928年度（昭和3年度）にやはり鉄道省からの譲渡で2軸手荷物緩急車6両が増加して30両となった。統計上はこの後1931年度（昭和6年度）までに総数31両になるので、不明な客車1両が増備されている。その後の国有化までの状況変化は不明で、自社購入したボギー客車14両が国有化に際して引き継がれたことはわかっているが、2軸客車については最低5両が引き継がれたことが判明しているのみである。
- 2軸客車
  - 開業時の2軸客車は後の資料から判断すると、明らかに九州鉄道から国有化で引き継がれたもので、オープンデッキの二重屋根、軸距4,000ミリメートル、側窓12個であった。三等客車が2581形、三等緩急車が4745形と推定されている。国有化時に引き継いだものには二等客車が1両存在し、これは二等客車を譲受していたのか、三等客車を樺太鉄道で改造して二等客車にしていたのか不明である。樺太庁鉄道に引き継がれて以降、二等客車はフロ60形フロ60号、三等客車はフハ100形フハ100・101号の計3両となった。7両は改造されたか廃車されたと思われる。開業翌年に譲渡の手荷物緩急車6両については形態不明で、鉄道省時代の形式も不明である。これらはいずれも樺太鉄道時代の記号番号は判明していない[69]。
- ボギー客車
  - 開業時に自社発注で用意したボギー客車で、汽車製造東京製造であった。全長17,000ミリメートル、幅2,900ミリメートル、高さ3,924ミリメートルで、鉄道省の木製大型客車に相当する。樺太鉄道時代は、二三等合造客車がフナロハ120 - 124号、三等客車がフナハ150 - 158号で、樺太庁鉄道になってそれぞれフナロハ1170形1170 - 1174、フナハ1230形フナハ1230 - 1238となった[69]。

## 年表
- 1921年（大正10年）12月26日 - 鉄道免許の認可申請書を内閣総理大臣に対し提出する[14]。
- 1922年（大正11年）3月6日 - 大正11年拓秘第27号にて鉄道の敷設免許が交付される[34]。
- 1923年（大正12年）
  - 4月10日 - 樺太鉄道株式会社が設立される。当時の会長は伯爵の奥平昌恭[15]。樺太庁長官へ地方鉄道補助法に関する申請を行う[14]。
  - 4月14日 - 樺太庁より補助金交付の許可が下りる[14]。
  - 8月9日 - 監査役の飯田邦彦が亡くなる[70]。
  - 12月22日 - 株主総会決議により、東京府荏原郡碑衾村碑文谷の田中伝太（王子製紙会計課長[71]）が監査役に選任される[72]。
- 1925年（大正14年）
  - 2月27日 - 鉄道敷設免許の起点を栄浜駅から落合駅に変更する申請を行う[35]。
  - 3月1日 - 取締役であった小池国三が亡くなる[73]。
  - 5月10日 - 鉄道敷設免許の変更が許可され、起点が落合駅になる[35]。
  - 6月19日 - 株主総会にて高嶋菊次郎（王子製紙常務取締役[27]）・栖原啓蔵（富士製紙常務取締役[28]）・中村金太郎（富士製紙金庫部長[30]）・田中伝太が監査役に選任される[74]。
  - 10月1日 - 第1期工事として落合・知取間の工事を開始する[38]。
- 1926年（大正15年）6月17日 - 奥平昌恭ほか11名が取締役を重任[75]。
- 1927年（昭和2年）
  - 6月 - 栄浜郡落合町へ基本財産として10万円を寄付する[76]。
  - 6月17日 - 本店を栄浜郡落合町大字落合字本通り番外地へ移転[77]。高嶋菊次郎ほか3名が監査役を重任[77]。
  - 10月 - 第1期工事の落合・知取間が完成する[37]。
  - 11月1日 - 「樺太庁鉄道線ト南樺鉄道株式会社線ト連帯運輸開始ノ件」（大正15年樺太庁告示第192号）が改正され、樺太庁鉄道および南樺鉄道と連帯運輸が開始される[78]。
  - 11月20日 - 落合・知取間にて鉄道の営業を開始する[38]。これにより、新たに相浜・白浜・小田寒・保呂・白浦・真縫・近幌・白石沢・馬群潭・元泊・樫保・東礼文・北辰・知取の各駅が開業する[48]。
- 1928年（昭和3年）
  - 4月 - 落合町へ1万2,000円を寄付する[79]。
  - 6月4日 - 前年6月に行った落合町への寄付が表彰され、褒章条例によって褒状を与えられる[76]。
  - 9月11日 - 新栄浜駅が開業する[48]。
- 1929年（昭和4年）
  - 2月19日 - 前年4月に行った落合町への寄付が表彰され、褒章条例によって褒状を与えられる[79]。
  - 3月 - 第2期工事のうち第5工区（知取・南新問間）の工事に着手する[37]。
  - 6月28日 - 穴水要七が任期満了により取締役を退任し、株主総会にて足立正が選任される。ほか取締役および監査役は重任[80]。
  - 8月27日 - 真苫駅が開業する[48]。
- 1930年（昭和5年）
  - 10月16日 - 北白鳥湖駅が開業する[48]。
  - 11月3日 - 知取・南新問間が延伸開業[37]。これにより柵丹・大鵜取・茂受・南新問の各駅が開業する[48]。
  - 11月14日 - 北樫保駅が開業する[48]。
  - 11月30日 - 桜井久我治が取締役を辞任し、野依次郎が取締役に選任される[81]。
- 1931年（昭和6年）
  - 6月17日 - 高嶋菊次郎ほか3名が監査役を重任[82]。
  - 9月28日 - 帆寄駅が開業する[48]。
- 1932年（昭和7年）
  - 6月17日 - 奥平昌恭ほか10名が取締役を重任[83]。
  - 12月10日 - 北辺計礼駅が開業する[48]。
- 1933年（昭和8年）
  - 1月5日 - 取締役の小笠原菊次郎が亡くなる[84]。
  - 6月17日 - 高嶋菊次郎ほか3名が監査役を重任。松本弘造が取締役に選任される[85]。
  - 8月26日 - 高橋貞三郎が取締役を辞任する[86]。
- 1934年（昭和9年）
  - 3月10日 - 塚越卯太郎が取締役を辞任する[87]。
  - 6月17日 - 取締役の奥平昌恭と監査役の高嶋菊次郎・栖原啓蔵が退任する。新たな取締役社長に藤原銀次郎が就任、その他取締役に高嶋菊次郎・山内幾馬・梅沢源吉が、監査役に井上憲一が就任した[88]。
  - 11月 - 第2期工事のうち第6工区（南新問・敷香間）の工事に着手する[37]。
- 1935年（昭和10年）
  - 9月 - 樺太招魂社の造営費1,000円を寄付する[89]。
  - 10月14日 - 同年9月に行った寄付が表彰され、褒章条例によって褒状を与えられる[89]。
- 1936年（昭和11年）
  - 8月30日 - 南新問・敷香間が開業。これにより樺太鉄道の全線が開通した[37]。新問・泊岸・内路・敷香の各駅が開業する[48]。
  - 9月11日 - 富浜・幌内保の各駅が開業する[48]。
  - 12月30日 - 取締役の大川平三郎が亡くなる[90]。
- 1937年（昭和12年）
  - 4月9日 - 監査役の中村金太郎が亡くなる[91]。
  - 4月16日 - 樫保温泉駅が開業する[48]。
  - 6月17日 - 株主総会にて取締役に杉浦謹次郎が選任され、監査役についても新たに杉本孝作が就任した[31]。
- 1938年（昭和13年）
  - 6月17日 - 藤原銀次郎ほか10名が取締役を重任[92]。
  - 11月16日 - 監査役の田中伝太が亡くなる[93]。
  - 12月17日 - 株主総会にて加藤藤太郎が監査役に選任される[94]。
- 1939年（昭和14年）
  - 6月17日 - 井上憲一ほか2名が監査役を重任[95]。
  - 6月26日 - 「軍用資源秘密保護法施行規則」（昭和14年陸軍省海軍省令第3号）が施行され、軍用資源秘密保護法の規定に基づき樺太鉄道株式会社に属する鉄道の輸送能力が軍用資源秘密となる[43]。
- 1940年（昭和15年）
  - 2月26日 - 第75回帝国議会衆議院にて、「樺太鉄道株式会社所属鉄道買収ノ為公債発行ニ関スル法律案」が政府より提出される[44]。
  - 3月24日 - 「樺太鉄道株式会社所属鉄道買収ノ為公債発行ニ関スル法律案」が貴族院にて可決する[46]。
  - 4月2日 - 「樺太鉄道株式会社所属鉄道買収ノ為公債発行ニ関スル法律」（昭和15年法律第85号）が公布され、政府が樺太鉄道買収のために必要な公債を発行できるようになる[47]。
- 1941年（昭和16年）3月31日 - 樺太庁によって買収される。鉄道線は同日より樺太庁鉄道東海岸線として営業を開始[5]。

### 書籍
- 樺太庁長官官房調査課 編『樺太庁治要覧』樺太庁、1935年3月28日。doi:10.11501/1710830。
- 樺太庁 編『樺太ニ於ケル補助鐵道ノ沿革及現況』樺太庁、1940年2月。doi:10.11501/1909429。
- 樺太庁 編『樺太要覧 昭和十七年』樺太庁、1943年1月10日。doi:10.11501/1070000。
- 樺太庁 編『樺太庁施政三十年史（下）』原書房〈明治百年史叢書〉、1974年1月25日。doi:10.11501/12017745。

- 樺太鉄道株式会社『樺太へ奥地へ』樺太鉄道株式会社、1937年5月。doi:10.11501/1122605。
- 佐藤勝信 編『樺太年鑑 昭和14年』樺太敷香時報社、1939年7月25日。doi:10.11501/1227993。
- 成田潔英『王子製紙社史』 第四巻、王子製紙社史編纂所、1959年10月25日。doi:10.11501/2489956。
- 人事興信所 編『人事興信録』（第六版）人事興信所、1921年6月。doi:10.11501/1704027。
- 東洋経済新報社 編『戦時経済法令集 第五輯』東洋経済新報社出版部、1940年7月20日。doi:10.11501/1281046。
- “樺鐵回顧雜談（對談會）”. 樺太 五月號 (樺太社) 30 (5). (1941-05-01). doi:10.11501/1471301.
- 荒沢勝太郎 (1939-12-01). “樺鐵買収・島會・樺拓は追加豫算で實現か”. 樺太 十二月號 (樺太社) 11 (12). doi:10.11501/1471284.
- 北海道拓殖銀行調査課 編『北海道及樺太株式会社集覧 昭和十四年版』北海道拓殖銀行、1940年9月15日。doi:10.11501/1906505。
- 帝国興信所 編『帝国銀行会社要録 昭和十四年』帝国興信所、1939年11月1日。doi:10.11501/1115245。
- 鉄道省 編『停車場一覧』川口印刷所出版、1937年12月28日。doi:10.11501/1207554。
- 中尾重一 編『望郷樺太鉄道回顧史』中尾重一、1981年2月7日。doi:10.11501/12063988。
- 『昭和十二年 樺太年鑑（第七回）』樺太敷香時報社、1937年5月10日。doi:10.11501/1227959。

#### 樺太庁統計書
- 樺太庁長官々房調査課 編『昭和三年 樺太庁統計書』樺太庁、1930年1月20日。doi:10.11501/1442220。
- 樺太庁長官々房調査課 編『昭和四年 樺太庁統計書』樺太庁、1930年12月30日。doi:10.11501/1442229。
- 樺太庁長官々房調査課 編『昭和五年 樺太庁統計書』樺太庁、1932年3月30日。doi:10.11501/1442236。
- 樺太庁長官々房調査課 編『昭和六年 樺太庁統計書』樺太庁、1933年3月31日。doi:10.11501/1442244。
- 樺太庁長官々房調査課 編『昭和七年 樺太庁統計書』樺太庁、1933年12月23日。doi:10.11501/1442258。
- 樺太庁長官々房調査課 編『昭和八年 樺太庁統計書』樺太庁、1934年12月25日。doi:10.11501/1451654。
- 樺太庁長官々房調査課 編『昭和九年 樺太庁統計書』樺太庁、1935年12月28日。doi:10.11501/1451670。
- 樺太庁長官々房調査課 編『昭和十年 樺太庁統計書』樺太庁、1936年12月25日。doi:10.11501/1451685。
- 樺太庁長官々房調査課 編『昭和十一年 樺太庁統計書』樺太庁、1937年12月20日。doi:10.11501/1451700。
- 樺太庁内務部調査課 編『昭和十二年 樺太庁統計書』樺太庁、1938年12月20日。doi:10.11501/1451715。

### 官報
- 『官報』第3498号附録、大蔵省印刷局、1924年4月24日。doi:10.11501/2955646。
- 『官報』第3550号附録、大蔵省印刷局、1924年6月24日。doi:10.11501/2955698。
- 『官報』第3862号附録、大蔵省印刷局、1925年7月8日。doi:10.11501/2956010。
- 『官報』第3930号附録、大蔵省印刷局、1925年9月29日。doi:10.11501/2956079。
- 『官報』第4266号附録、大蔵省印刷局、1926年11月11日。doi:10.11501/2956416。
- 『官報』第196号附録、大蔵省印刷局、1927年8月23日。doi:10.11501/2956656。
- 「樺太庁告示第百八十六号」『官報』第311号、大蔵省印刷局、1928年1月14日。doi:10.11501/2956772。
- 『官報』第431号、大蔵省印刷局、1928年6月6日。doi:10.11501/2956892。
- 『官報』第647号、大蔵省印刷局、1929年2月27日。doi:10.11501/2957113。
- 『官報』第839号、大蔵省印刷局、1929年10月15日。doi:10.11501/2957306。
- 『官報』第1271号、大蔵省印刷局、1931年3月28日。doi:10.11501/2957739。
- 『官報』第1406号、大蔵省印刷局、1931年9月4日。doi:10.11501/2957874。
- 『官報』第1727号、大蔵省印刷局、1932年9月30日。doi:10.11501/2958198。
- 『官報』第1865号、大蔵省印刷局、1933年3月22日。doi:10.11501/2958336。
- 『官報』第1992号、大蔵省印刷局、1933年8月21日。doi:10.11501/2958464。
- 『官報』第2053号、大蔵省印刷局、1933年11月2日。doi:10.11501/2958525。
- 『官報』第2212号、大蔵省印刷局、1934年5月19日。doi:10.11501/2958687。
- 『官報』第2585号、大蔵省印刷局、1935年8月14日。doi:10.11501/2959064。
- 『官報』第2639号、大蔵省印刷局、1935年10月18日。doi:10.11501/2959118。
- 『官報』第3071号、大蔵省印刷局、1937年3月31日。doi:10.11501/2959554。
- 『官報』第3193号、大蔵省印刷局、1937年8月24日。doi:10.11501/2959679。
- 『官報』第3490号、大蔵省印刷局、1938年8月20日。doi:10.11501/2959981。
- 『官報』第3606号、大蔵省印刷局、1939年1月14日。doi:10.11501/2960099。
- 『官報』第3642号、大蔵省印刷局、1939年2月27日。doi:10.11501/2960135。
- 「陸軍省海軍省令第3号」『官報』第3740号、大蔵省印刷局、1939年6月26日。doi:10.11501/2960234。
- 『官報』第3814号、大蔵省印刷局、1939年9月20日。doi:10.11501/2960234。
- 「帝国議会」『官報』第3941号、大蔵省印刷局、1940年2月27日。doi:10.11501/2960437。
- 「帝国議会」『官報』第3963号、大蔵省印刷局、1940年3月25日。doi:10.11501/2960460。
- 「法律」『官報』第3970号、大蔵省印刷局、1940年4月2日。doi:10.11501/2960468。

### 雑誌記事
- 小熊米雄「[続]樺太の客車」『鉄道ピクトリアル』第196号、電気車研究会、1967年5月、26-30頁。